# Casabermeja
Casabermeja és un municipi d'Andalusia, a la província de Màlaga. Destaquen en el seu terme el riu Guadalmedina i el ric Cauche. El seu origen es remunta a la dominació musulmana i la seva configuració actual com poble blanc andalús es deu als segles XVII i xviii. Està construït sobre el vessant nord d'una muntanya destacant els pronunciats pendents dels seus carrers estrets i orgàniques. Del seu nucli antic destaca la seva església parroquial amb la seva torre bermeja que domina tot la vall.